# Thymaris clypeator
Thymaris clypeator là một loài tò vò trong họ Ichneumonidae.